# Salt (Girona)
Salt – gmina w Hiszpanii, w prowincji Girona, w Katalonii, o powierzchni 6,47 km². W 2011 roku gmina liczyła 30 146 mieszkańców.